# Batrachorhina dentifera
Batrachorhina dentifera är en skalbaggsart som beskrevs av Stefan von Breuning 1966. Batrachorhina dentifera ingår i släktet Batrachorhina och familjen långhorningar. Inga underarter finns listade.